# (400430) 2008 CH190
(400430) 2008 CH190 es un asteroide perteneciente al cinturón de asteroides, región del sistema solar que se encuentra entre las órbitas de Marte y Júpiter, descubierto el 9 de febrero de 2008 por el equipo del Lincoln Near-Earth Asteroid Research desde el Laboratorio Lincoln, Socorro, Nuevo México, Estados Unidos.

## Designación y nombre
Designado provisionalmente como 2008 CH190. 

## Características orbitales
2008 CH190 está situado a una distancia media del Sol de 3,149 ua, pudiendo alejarse hasta 4,020 ua y acercarse hasta 2,279 ua. Su excentricidad es 0,276 y la inclinación orbital 20,88 grados. Emplea 2041,69 días en completar una órbita alrededor del Sol.

## Características físicas
La magnitud absoluta de 2008 CH190 es 15,5. 